# WorldCat
WorldCat (Catálogo Mundial en español) es un catálogo colectivo que detalla las colecciones de decenas de miles de instituciones (en su mayoría bibliotecas), en muchos países, que son o han sido miembros de la cooperativa mundial de OCLC. Es operado por OCLC, Inc. Muchas de las bibliotecas miembro de OCLC mantienen colectivamente la base de datos de WorldCat, la mayor base de datos bibliográfica del mundo. La base de datos incluye otras fuentes de información además de las colecciones de las bibliotecas miembros. OCLC pone WorldCat a disposición de las bibliotecas en forma gratuita, pero el catálogo es la base de otros servicios de suscripción de OCLC (como el intercambio de recursos y la administración de colecciones). WorldCat es utilizado por bibliotecarios para catalogación e investigación y por el público en general.
En diciembre de 2021, WorldCat contenía más de 540 millones de registros bibliográficos en 483 idiomas, que representaban más de 3000 millones de activos bibliotecarios físicos y digitales, y el conjunto de datos de personas de WorldCat (extraído de WorldCat) incluía a más de 100 millones de personas.

## Historia
OCLC se fundó en 1967 bajo la dirección de Fred Kilgour. Ese mismo año, OCLC comenzó a desarrollar la tecnología de catálogo colectivo que más tarde evolucionaría hasta convertirse en WorldCat; los primeros registros de catálogo se añadieron en 1971.
En 2003, OCLC inició el programa piloto «Open WorldCat», que pone registros abreviados de un subconjunto de WorldCat a disposición de sitios Web asociados y libreros, para aumentar la accesibilidad de las colecciones de sus bibliotecas miembro suscriptoras.
En octubre de 2005, el personal técnico de OCLC inició un proyecto wiki, WikiD, que permite a los lectores agregar comentarios e información de campo estructurada asociada con cualquier registro de WorldCat. WikiD se eliminó más tarde, aunque WorldCat incorporó posteriormente contenidos generados por los usuarios de otras formas.
En 2006, cualquiera pudo realizar búsquedas en WorldCat directamente en su sitio web abierto WorldCat.org, no solo a través de la interfaz de suscripción FirstSearch, donde ya estaba disponible en la web para las bibliotecas suscritas desde hacía más de una década. Las opciones para realizar búsquedas más sofisticadas en WorldCat han seguido estando disponibles a través de la interfaz FirstSearch.
En 2007, WorldCat Identities comenzó a proporcionar páginas para 20 millones de «identidades», que son metadatos sobre nombres, principalmente autores y personas que son los sujetos de los títulos publicados.
En 2017, la API de búsqueda de WorldCat de OCLC se integró en la herramienta de citas del Editor Visual de Wikipedia, lo que permitió a los editores de Wikipedia citar fuentes de WorldCat con facilidad.
A partir de 2017, OCLC e Internet Archive han colaborado para que los registros de libros digitalizados de Internet Archive estén disponibles en WorldCat.
En agosto de 2022, OCLC lanzó un sitio Web WorldCat.org «rediseñado y reimaginado» con el objetivo declarado de «ofrecer una mayor accesibilidad a las colecciones». El sitio web requiere ahora el uso de JavaScript y, por tanto, ya no es accesible para los usuarios de navegadores antiguos o los que tienen JavaScript desactivado por motivos de seguridad. La actualización también ha eliminado las reseñas de libros de los usuarios y las ha sustituido por reseñas de GoodReads, filial de Amazon.

## Denominación
Su nombre es la contracción de la expresión inglesa World Catalog ('Catálogo Mundial').

## Arquitectura del sistema
Los catálogos locales de muchas bibliotecas miembro de OCLC se sincronizan intermitentemente con la base de datos WorldCat. WorldCat permite a las instituciones participantes añadir enlaces directos desde WorldCat a sus propias entradas del catálogo local para determinados materiales, lo que permite al usuario hacer clic en el catálogo local para determinar rápidamente el estado de un material en tiempo real (por ejemplo, si está o no en préstamo).
En un pequeño porcentaje de bibliotecas, el catálogo local también está gestionado por OCLC mediante un sistema bibliotecario integrado denominado WorldCat Discovery y WorldShare Management Services.
Las contribuciones de las bibliotecas a WorldCat se realizan a través del programa informático Connexion, que se introdujo en 2001; su predecesor, OCLC Passport, se eliminó en mayo de 2005.  Los bibliotecarios catalogadores también pueden utilizar WorldShare Record Manager o WorldCat Metadata API para fines similares.